# Cliffortia nitidula
Cliffortia nitidula är en rosväxtart som först beskrevs av Adolf Engler, och fick sitt nu gällande namn av Robert Elias Fries och Thore Christian Elias Fries. Cliffortia nitidula ingår i släktet Cliffortia och familjen rosväxter.

## Underarter
Arten delas in i följande underarter:
- C. n. nitidula
- C. n. pilosa
- C. n. aequatorialis
- C. n. angolensis